# Bruine getande randwants
De bruine getande randwants (Coriomeris denticulatus) is een wants uit de familie randwantsen (Coreidae).

## Uiterlijk
De bruine getande randwants is roodachtig bruin van kleur en heeft borstelharen. Vooral op het halsschild, maar ook op poten en voelsprieten. De randen van het halsschild zijn bedekt met witte tanden. Op het onderste deel van de dijen van de achterpoten zijn twee grote en een aantal kleinere tanden.
Hij lijkt veel op de grijsbruine getande randwants (Coriomeris scabricornis). Die zijn echter grijsbruin tot donkerbruin. De lengte is 8 – 9,5 mm.

## Verspreiding en habitat
De soort wordt aangetroffen in Europa. In het zuiden is hij algemener dan in het noorden. Hij heeft een voorkeur voor een droog, warm, open leefgebied.

## Leefwijze
De dieren leven op verschillende planten uit de vlinderbloemenfamilie (Fabaceae), De volwassen wants overwintert. In Oost-Europa kan ook de nimf overwinteren. De nimfen zijn vooral op de bodem te vinden. De nieuwe volwassen generatie verschijnt in augustus.

## Galerij
|  |  |